# Anne Line
Anne Line, född cirka 1563 i Dunmow, Essex, död 27 februari 1601 i Tyburn, London, var en romersk-katolsk martyr som avrättades för att ha givit härbärge åt en katolsk präst, något som var förbjudet under Elisabet I:s regenttid. Anne Line vördas som helgon inom Romersk-katolska kyrkan och tillhör Englands och Wales fyrtio martyrer.

## Biografi
Anne Line föddes i en strängt kalvinistisk familj, men hon och brodern William konverterade till katolicismen i unga år. Fadern lät då göra dem arvlösa och de fördrevs från hemmet. År 1585 gifte sig Anne med Roger Line, även han konvertit som gjorts arvlös. Maken fängslades för att ha närvarat i den heliga mässan och landsförvisades till Flandern, där han avled år 1594. Anne Line lämnades i stort sett utblottad och tog tjänst som hushållerska åt jesuitprästen John Gerard; denne ägde en stor bostad där han inkvarterade katolska präster. Förutom sina sysslor som hushållerska undervisade Anne Line barn samt ägnade sig åt broderi. När Gerard satt internerad i Towern, förestod Line härbärget. År 1597 rymde Gerard från Towern, och då tvingades Line finna en annan bostad. Hon valde nu att avlägga löften om fattigdom, kyskhet och lydnad.
På Kyndelsmässodagen den 2 februari 1601 stormades Lines bostad av myndigheternas utsända. Prästen undkom, men Line greps. Den 26 februari ställdes hon inför Old Bailey, anklagad för att ha gömt en präst. Anne Line dömdes till döden och avrättades genom hängning dagen därpå. Efter henne avrättades prästerna Roger Filcock och Mark Barkworth. Den senare skall ha kysst Lines hand och fållen på hennes klänning och prisat hennes mod, innan han själv avrättades.